# Fresatura

Movimento di una fresa

La fresatura è una lavorazione per asportazione di materiale che consente di ottenere una vasta gamma di superfici (piani, scanalature, spallamenti, forature ecc.) mediante l'azione di un utensile tagliente a geometria definita. Le caratteristiche più importanti della lavorazione per fresatura sono l'elevata precisione e la buona finitura superficiale del prodotto finito; una buona fresatrice può produrre pezzi con tolleranze inferiori al micron e una superficie a specchio.
I principali parametri di lavoro della fresatura sono la velocità di taglio (m/min), da cui si ricava la velocità di rotazione della fresa, e l'avanzamento (mm/min). Poiché la fresatura lavora per sottrazione, è necessario che il componente da realizzare possa essere contenuto all'interno del grezzo di partenza da cui verrà asportato il sovrametallo.

## Descrizione
La lavorazione viene effettuata mediante utensili, detti frese, montate su macchine utensili quali fresatrici o fresalesatrici. La fresatura, a differenza di altre lavorazioni più semplici, richiede la rotazione dell'utensile e la traslazione del pezzo: i taglienti della fresa, ruotando, asportano metallo dal pezzo quando questo si trova in interferenza con la fresa a causa della traslazione del banco su cui il pezzo è ancorato....
Il ciclo lavorativo prevede normalmente una prima fase di sgrossatura, in cui l'asportazione viene fatta nel modo più rapido e quindi più economico possibile, lasciando un sufficiente sovrametallo per la successiva fase di finitura in cui si asportano le ultime parti eccedenti per raggiungere le dimensioni previste ottenendo una superficie più liscia. La finitura, che consiste in una asportazione limitata di metallo, consente di rispettare il progetto per quanto riguarda le tolleranze delle dimensioni e il grado di rugosità delle superfici.

## I parametri
I principali parametri di lavoro della fresatura sono la velocità di taglio, da cui si ricava la velocità di rotazione della fresa, e l'avanzamento del pezzo:
La velocità di taglio dipende dal materiale di cui è composta la fresa (o gli inserti che ne costituiscono i taglienti) e dalla durezza del materiale da lavorare.
Per lavorare acciaio dolce (carico di rottura 490 N/mm2) le frese odierne fatte in Widia possono lavorare a velocità di taglio di 140 m/min, o fino a 200 m/min se dotate di ricoperture quali nitruro di titanio, la velocità va ridotta per lavorare materiali più duri. La velocità di rotazione (n) della fresa, in giri/min, si calcola dividendo la velocità di taglio (vc) (moltiplicata 1000) per la circonferenza della fresa in mm (diametro Ø per π):
{\displaystyle n={\frac {v_{c}\cdot 1000}{\pi \cdot \varnothing }}}.
L'avanzamento si calcola moltiplicando il numero di taglienti (z) per l'avanzamento per singolo tagliente (fz), per velocità di rotazione della fresa (n):
{\displaystyle v_{f}=z\cdot f_{z}\cdot n}.

L'avanzamento per singolo tagliente è di norma stabilito da tabelle fornite dai produttori di utensili, ed è espresso in micron o in centesimi di millimetro; può essere aumentato per taglienti con geometria di taglio inferiore ai 90°.
Da ciò si capisce che l'avanzamento dipende dalla geometria dei taglienti e dalla loro densità, infatti frese con più taglienti ma di diametro maggiore devono girare più piano, quindi z aumenta ma n diminuisce.

Tuttavia la densità dei taglienti, cioè il loro numero a parità di circonferenza del bipolare della fresa, dipende dal materiale da lavorare, in particolare dal tipo di truciolo che produce: se si lavora l'alluminio la densità sarà bassa per poter scaricare i trucioli che sono lunghi e tendono ad aggrovigliarsi; la densità sarà media per l'acciaio, mentre sarà maggiore per la ghisa che produce trucioli in forma di polvere.
I parametri di lavoro sono indicati secondo la simbologia ISO:
- vc = velocità di taglio (m/min)
- z = numero dei denti
- n = velocità di rotazione (giri/min)
- fz = avanzamento al dente (mm/(dente × giro))
- fn = avanzamento al giro (fz × z - mm/giro)
- vf  = avanzamento al minuto (fz × z × n; Oppure fn × n - mm/min)